# Siège de la Banque fédérale d'Allemagne
Le siège de la Banque fédérale d'Allemagne (Deutsche Bundesbank) est situé à Francfort-sur-le-Main, sur l'ancien cours du Diebsgrundweg dans le quartier de Bockenheim.

## Bâtiment principal
Le bâtiment principal au n°14 de la rue Wilhelm-Epstein-Strasse est entouré de plusieurs bâtiments de moindres dimensions : la Caisse principale de la Banque et la maison d'hôtes, ainsi que le musée de la monnaie et quelques immeubles de bureaux plus récents.
Le bâtiment a été conçu par le cabinet d'architecture ABB (Otto Apel, Hannsgeorg Beckert et l'ingénieur Gilbert Becker). La première pierre a été posée en 1967 et l'emménagement au eu lieu en 1972. Le bâtiment, de style brutaliste, fait 54 mètres de haut, 217 de long, 17 de large, et compte 13 étages.
En janvier 2017, la Bundesbank annonce que le bâtiment principal sera rénové en profondeur entre 2020 et 2027 et qu'un ou plusieurs immeubles de bureaux seront ajoutés. En mars 2018, la Bundesbank annonce un processus de négociation à l'échelle européenne avec un concept de design intégré, dont l'architecte de Francfort Ferdinand Heide sort vainqueur. Les projets sont présentés lors d'une exposition en janvier 2019, En juin 2020, les architectes suisses Morger Partner remportent le concours pour la mise en œuvre du concept, ainsi que le contrat pour la zone centrale du campus à l'été 2021.

## Réserves d'or
Une partie des réserves d'or allemandes est également stockée sur le site. Depuis le 1er Juillet 2015, la police fédérale (Inspection fédérale de la police Deutsche Bundesbank) protège la propriété.   

## Autres

### Siège social de la Hesse

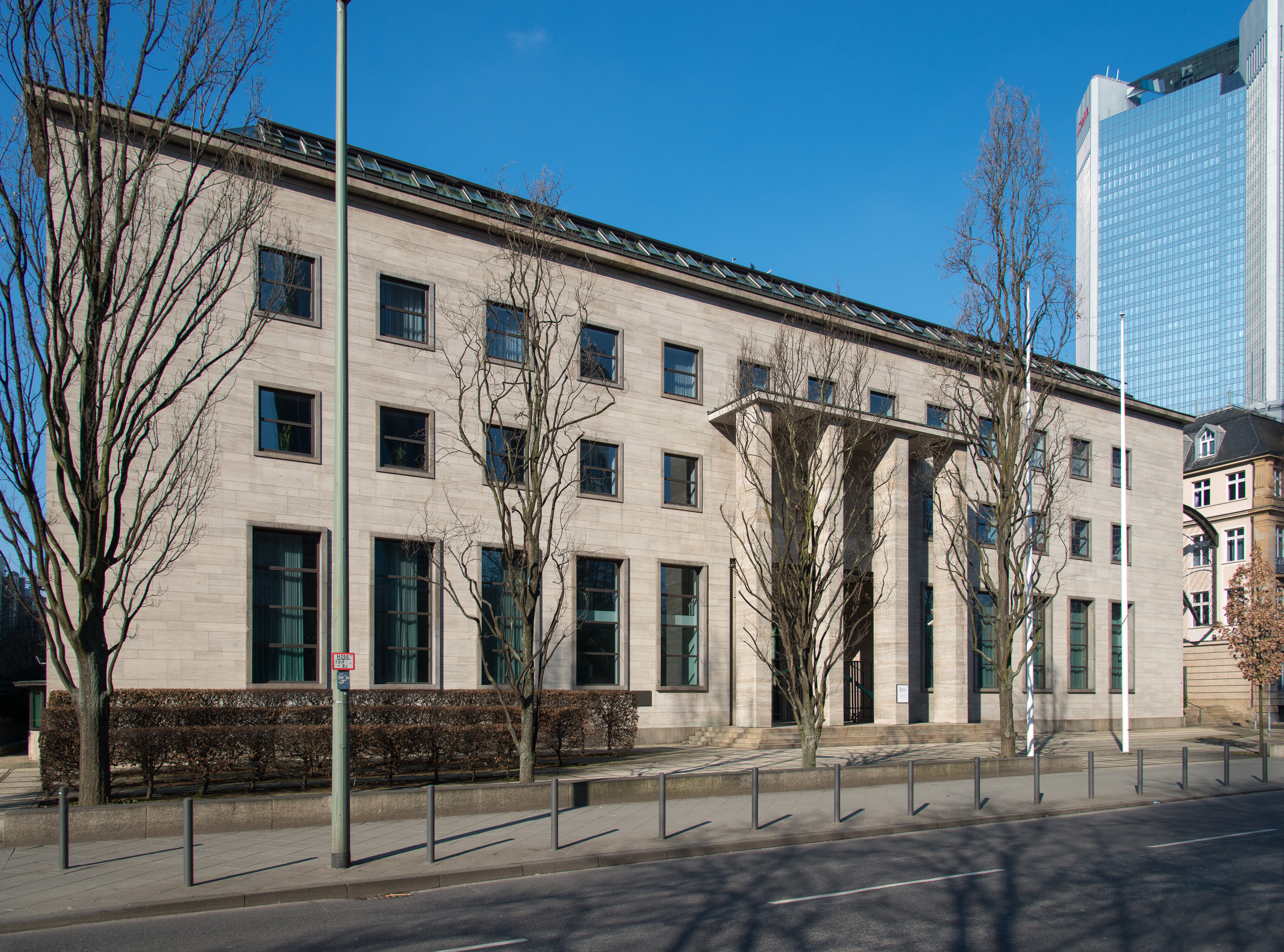
Siège social de la Hesse, parc du Taunus.

L'ancien siège de la Deutsche Bundesbank de 1957 à 1972 est situé au n°5 Taunusanlage dans le quartier d'affaires de Francfort. Le bâtiment, construit entre 1929 et 1934, abritait à l'origine un siège social de la Reichsbank. Le 1er mars 1948, la Bank Deutscher Länder y est installée, et donnera naissance à la Deutsche Bundesbank en 1957. Il est ensuite  utilisé par la Banque centrale d'État de Hesse jusqu'en 2002. Aujourd'hui, le bâtiment abrite le siège de Hesse, l'une des neuf administrations centrales de la Bundesbank.

### Parc Miquel

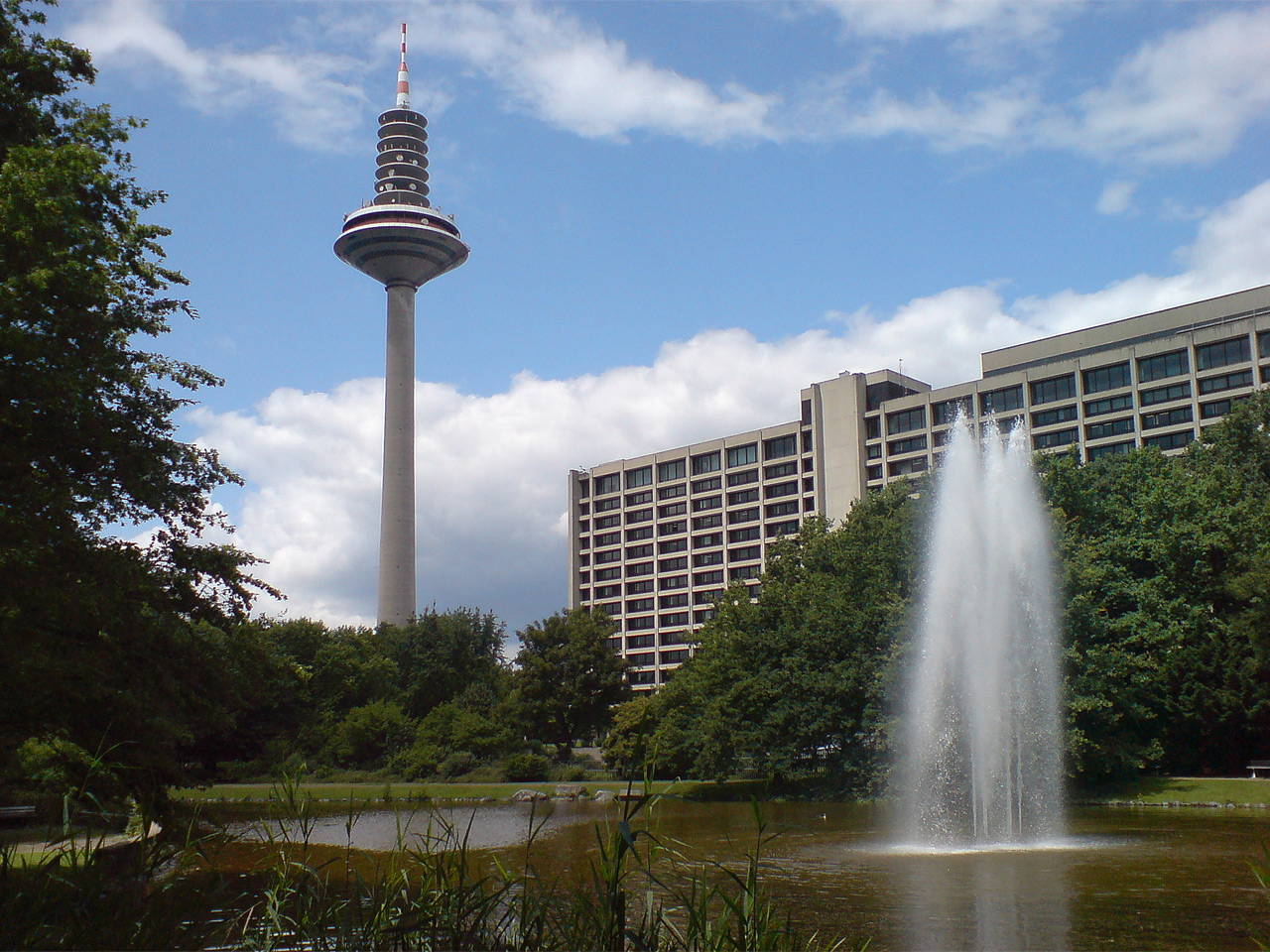
Parc Miquel, bâtiment de la Bundesbank et Europaturm en arrière-plan.

Le nouveau bâtiment de la Deutsche Bundesbank du Miquelanlage date du début des années 1970. Le parc porte le nom du maire de Francfort-sur-le-Main de 1880 à 1890 et plus tard ministre prussien des Finances, Johannes von Miquel. Au centre du parc se trouve l'étant d'environ 5000 mètres carrés qui, après une rénovation en profondeur en 2002, dispose d'une fontaine d'eau et d'un petit pont. Au sud et à l'ouest, le parc borde les autoroutes très fréquentées Miquelallee et Rosa-Luxemburg-Strasse, au nord, il est délimité par la clôture de sécurité de la Deutsche Bundesbank. Des arbres denses et une modélisation du terrain protègent du bruit de la circulation. Il est relié par des ponts piétonniers au Grüneburgpark, à l'Europaturm et au Niddapark dans la ceinture verte de Francfort.